# Sorina Miclăuș
Sorina Miclăuș, född 15 april 1999, är en rumänsk volleybollspelare (vänsterspiker).
Hon spelade med Rumänien vid EM 2021 och 2023. På klubbnivå har hon spelat för ACS Transilvania Brasov (2016-2018), UVT Agroland Timișoara (2018-2019), CSM Volei Alba Blaj (2018-2019 och 2021-2022), CSU Galați (2019-2021) och FC Argeș Pitești (2023-).